# Moustapha Hussein
Moustapha Hussein (né en 1952) est un homme politique et homme d'affaires libanais.

## Biographie
Homme d'affaires, avec des activités en Arabie saoudite, ancien membre de la Chambre de commerce, d'industrie et d'agriculture de Tripoli et du Liban-Nord, il était membre du Courant du Futur de Saad Hariri quand il fut élu député alaouite du Akkar sur la liste de l'Alliance du 14 Mars en juin 2005.
En juin 2007, Moustapha Hussein annonce qu'il quitte les rangs de l'Alliance du 14 Mars et qu'il siègera comme député indépendant. Selon M. Hussein, son acte vise à dénoncer les dérives confessionnelles du 14 mars et le rapprochement entre cette alliance et la politique américaine. Ses anciens colistiers considèrent que cette défection fait suite à des menaces que ce député alaouite a reçues, d'autant qu'il appartient à une communauté religieuse liée au régime au pouvoir en Syrie. Il perd son siège de député lors des élections de 2009.